# Rupert Giles
Pour les articles homonymes, voir Giles.
Rupert Giles (le plus souvent appelé Giles) est un personnage fictif de la série télévisée Buffy contre les vampires. Il est interprété par l'acteur Anthony Stewart Head et est l'observateur de Buffy Summers, devenant son mentor ainsi qu'une substitution de l'image paternelle à ses yeux.

## Biographie fictive

### Saison 1
Giles est un Observateur, c'est-à-dire la personne guidant et formant la tueuse de vampires en activité. Originaire d'Angleterre, il est le bibliothécaire du lycée de Sunnydale, ayant été chargé par le Conseil des Observateurs de l'entraînement de Buffy Summers, l'héroïne de la série, dès le premier épisode, Bienvenue à Sunnydale. Il a de grandes connaissances en démonologie et en langues anciennes ainsi que des compétences modérées en sorcellerie et en combat. Bien qu'éprouvant de l'aversion pour la technologie, il commence à se rapprocher du professeur d'informatique Jenny Calendar à partir de l'épisode Moloch. 

### Saison 2
Sa relation avec Jenny Calendar prend un tour plus romantique, tous les deux commençant à sortir ensemble, mais connaît un premier coup d'arrêt lorsque le passé de Giles revient le hanter lors de l'épisode La Face cachée où l'on apprend que Giles s'est livré dans sa jeunesse à la magie noire avec un cercle d'amis (dont Ethan Rayne). Ils reprennent néanmoins leur relation un peu plus tard jusqu'à ce que Giles apprenne que Jenny est liée au clan de bohémiens ayant maudit Angel. Ils finissent par se réconcilier mais c'est à ce moment qu'Angelus assassine Jenny et que Giles, fou de chagrin, se lance dans une attaque suicide contre le vampire dont il ne sort vivant que grâce à Buffy (épisode La Boule de Thésulah). Dans l'épisode Acathla, Giles est enlevé et torturé par Angelus et Drusilla avant d'être délivré.   

### Saison 3
Giles se rapproche beaucoup de Buffy sur le plan affectif, devenant comme un père de substitution pour elle. Durant l'épisode Effet chocolat, où il se retrouve tel qu'il était adolescent, il couche avec Joyce Summers, la mère de Buffy (ce que Buffy finira par apprendre dans l'épisode Voix intérieures). Dégoûté par l'épreuve du Cruciamentum que le Conseil fait passer à Buffy, il choisit de l'aider malgré l'interdiction qui lui en a été faite et est renvoyé de sa fonction d'observateur (épisode Sans défense). Néanmoins, il continue à servir de conseiller non officiel à Buffy et, lors du final de la saison, il fait lui-même sauter la bibliothèque du lycée avec le maire à l'intérieur.

### Saison 4
Ayant perdu son emploi à la suite de la destruction du lycée et Buffy s'étant éloigné de lui car elle est prise par ses études et sa relation avec Riley, Giles se cherche un nouveau but. Il entretient une relation avec Olivia une amie anglaise quand elle passe aux États-Unis  (épisode Un silence de mort). Giles traverse une dépression tout au long de la saison, étant régulièrement ivre et désœuvré. Il est brièvement transformé en démon par Ethan Rayne mais a la satisfaction de le voir envoyé en prison (épisode 314) (on apprend dans ce même épisode qu'il possède une vieille Citroën DS). Plus tard, le groupe découvre ses talents de chanteur-guitariste lors de l'épisode La Maison hantée et Giles participe au rituel qui donne à Buffy la puissance nécessaire pour vaincre Adam (épisode Phase finale).

### Saison 5
Giles pense à quitter Sunnydale, avertissant seulement Willow, avec qui il a toujours eu une relation privilégiée, mais Buffy lui avoue avoir plus que jamais besoin de lui (épisode Buffy contre Dracula). Il devient lors de l'épisode Le Double le nouveau propriétaire du magasin de magie, le Magic Box, qui devient le nouveau point de rencontre du Scooby-gang et engage Anya pour l'assister. C'est à Giles que Buffy confie en premier que Dawn est la clé que cherche Gloria et Giles prend sur lui de prévenir le Conseil des Observateurs pour leur demander de l'aide, étant réintégré comme observateur, grâce à Buffy, dans l'épisode L'Inspection. Prêt à accomplir des actions immorales pour le bien commun, émettant entre autres l'idée de tuer Dawn pour empêcher que Gloria ne se serve d'elle, Giles étouffe Ben lors de l'épisode L'Apocalypse pour empêcher Gloria de revenir se venger.

### Saison 6
Giles regagne l'Angleterre dès le début de la saison (épisode Chaos) mais revient à Sunnydale quand il apprend la résurrection de Buffy (épisode La Tête sous l'eau). Il aide Buffy à la fois financièrement et pour l'éducation de Dawn mais la Tueuse commence à se reposer un peu trop sur lui et Giles décide alors de quitter une nouvelle fois Sunnydale afin que Buffy puisse s'assumer seule (épisode Tabula rasa). Néanmoins, il revient lors du double épisode final, investi des pouvoirs magiques que lui ont accordé les sorcières d'un couvent anglais, pour combattre Willow qui est devenue maléfique. Voyant que les pouvoirs de Willow sont supérieurs aux siens, il la laisse les absorber afin que cet afflux de magie blanche l'attendrisse suffisamment. Au lieu de cela, la douleur du monde qu'elle ressent alors lui est insupportable et elle cherche à le détruire. Heureusement, Alex l'y fait renoncer.

### Saison 7
Giles emmène alors Willow en Angleterre pour qu'elle guérisse avant de la renvoyer à Sunnydale, estimant qu'elle est prête, lors de l'épisode Démons intérieurs. Il fait son grand retour lors de l'épisode L'Aube du dernier jour en ramenant à Sunnydale trois Tueuses Potentielles originaires d'Angleterre. Il apporte au groupe les connaissances qu'il détient sur la Force et ses serviteurs mais perd la confiance de Buffy lorsqu'il essaie, avec l'aide de Robin Wood, d'assassiner Spike, persuadé que le vampire est dangereux (épisode Un lourd passé). Il a alors plusieurs importants désaccords avec Buffy et soutient même la décision générale de la remplacer par Faith à la tête du groupe. Mais, quand Buffy récupère le pouvoir, il se rallie avec enthousiasme à son plan pour vaincre la Force et participe au combat final (épisode La Fin des temps, partie 2).
On apprend dans la saison 5 d'Angel que Giles est parti en Europe avec Buffy pour entraîner de nouvelles tueuses et former Andrew au travail d'observateur. 

### Dans les comics
Dans Buffy contre les vampires, Saison huit, Giles est le chef des opérations des Tueuses de vampires en Angleterre et il collabore fréquemment avec Alex et Andrew. Il pourchasse ensuite une Tueuse renégate et combat un démon avec Faith. Fâché avec Buffy pendant cette période, il se réconcilie ensuite avec elle. Lors du dernier numéro, La Dernière Lueur, il est tué par Angel, qui lui brise la nuque alors qu'il est possédé par Twilight. Dans son testament, Giles lègue tout ce qu'il possède à Faith à l'exception de son livre sur les vampires qu'il lègue à Buffy.
Dans Angel & Faith, Angel se donne pour tâche de ressusciter Giles en collectant des parties de son âme avec l'aide de Faith. La dernière partie est en possession du démon Eyghon, qui a également volé et possédé le corps de Giles, et Angel le tue avec l'assistance de Spike et Faith. Angel et les tantes sorcières de Giles conduisent un rituel et Giles est ressuscité mais dans le corps d'un enfant de douze ans. Giles, ravi d'avoir été ramené à la vie mais furieux de son état, aide ensuite Angel à combattre Whistler et ses alliés démoniaques. Il part à la fin de la saison retrouver Buffy, sans réaliser qu'il a blessé Faith en la quittant abruptement.

## Caractérisation
Giles est la figure paternelle qui apporte à Buffy la sécurité et la structure qui lui manque en l'absence de son père, il est le compas qui guide Buffy et ses amis vers l'âge adulte. Au début de la série, Giles représente l'autorité ; c'est un personnage vieux jeu qui définit les règles à suivre. Mais, avec l'arrivée de Wesley Wyndam-Pryce pour le remplacer dans son rôle d'observateur au cours de la saison 3, il devient, selon les termes de Doug Petrie, « plus subversif et plus cool ». Libéré de sa fonction par le Conseil des observateurs, il devient celui qu'il veut vraiment être et continue à apporter tout son soutien à Buffy, mais de manière plus décontractée.
Dans son essai, Erma Petrova compare le meurtre de Ben par Giles à celui de Warren par Willow. Les deux victimes sont humaines et Ben est encore plus innocent que ne l'est Warren mais, contrairement à Willow, Giles ne manifeste par la suite aucun remords car il sait qu'il a fait ce qu'il fallait. Tuer Ben était pour lui la seule option disponible car il représentait un trop grand danger et Giles était le seul à pouvoir moralement assumer cet acte, alors que Willow avait quant à elle d'autres possibilités que celle de tuer Warren mais elle l'a fait quand même. Dans un autre essai, C.W. Marshall va encore plus loin en affirmant que Giles a fait preuve d'héroïsme en tuant Ben car ce meurtre a pour but de protéger l'entourage de Giles et sert même le bien commun.